# Sono un pirata, sono un signore
Sono un pirata, sono un signore er et album fra 1978 af Julio Iglesias.